# Distretti congressuali dello stato di New York

Distretti congressuali del Stato di New York

Lo stato di New York è diviso in 26 distretti congressuali, ognuno rappresentato da un rappresentante alla Camera dei rappresentanti degli Stati Uniti.
I distretti sono attualmente rappresentati al 119º Congresso degli Stati Uniti d'America da 19 democratici e 7 repubblicani.

## Distretti e rispettivi rappresentanti
| Distretto | Rappresentante           | Partito      | CPVI | In carica dal     | Mappa del distretto |
| --------- | ------------------------ | ------------ | ---- | ----------------- | ------------------- |
| 1°        | Nick LaLota              | Repubblicano | R+4  | 3 gennaio 2023    |                     |
| 2°        | Andrew Garbarino         | Repubblicano | R+6  | 3 gennaio 2023    |                     |
| 3°        | Tom Suozzi               | Democratico  | EVEN | 28 febbraio 2024  |                     |
| 4°        | Laura Gillen             | Democratico  | D+2  | 3 gennaio 2025    |                     |
| 5°        | Gregory Meeks            | Democratico  | D+24 | 3 febbraio 1998   |                     |
| 6°        | Grace Meng               | Democratico  | D+6  | 3 gennaio 2013    |                     |
| 7°        | Nydia Velázquez          | Democratico  | D+25 | 3 gennaio 1993    |                     |
| 8°        | Hakeem Jeffries          | Democratico  | D+24 | 3 gennaio 2013    |                     |
| 9°        | Yvette Clarke            | Democratico  | D+22 | 3 gennaio 2007    |                     |
| 10°       | Dan Goldman              | Democratico  | D+32 | 3 gennaio 2023    |                     |
| 11°       | Nicole Malliotakis       | Repubblicano | R+10 | 3 gennaio 2021    |                     |
| 12°       | Jerry Nadler             | Democratico  | D+33 | 3 novembre 1992   |                     |
| 13°       | Adriano Espaillat        | Democratico  | D+32 | 3 gennaio 2017    |                     |
| 14°       | Alexandria Ocasio-Cortez | Democratico  | D+19 | 3 gennaio 2019    |                     |
| 15°       | Ritchie Torres           | Democratico  | D+27 | 3 gennaio 2021    |                     |
| 16°       | George Latimer           | Democratico  | D+18 | 3 gennaio 2025    |                     |
| 17°       | Mike Lawler              | Repubblicano | D+1  | 3 gennaio 2023    |                     |
| 18°       | Pat Ryan                 | Democratico  | D+2  | 13 settembre 2022 |                     |
| 19°       | Josh Riley               | Democratico  | D+1  | 3 gennaio 2025    |                     |
| 20°       | Paul Tonko               | Democratico  | D+8  | 3 gennaio 2009    |                     |
| 21°       | Elise Stefanik           | Repubblicano | R+10 | 3 gennaio 2015    |                     |
| 22°       | John Mannion             | Democratico  | D+4  | 3 gennaio 2025    |                     |
| 23°       | Nick Langworthy          | Repubblicano | R+10 | 3 gennaio 2023    |                     |
| 24°       | Claudia Tenney           | Repubblicano | R+11 | 11 febbraio 2021  |                     |
| 25°       | Joseph Morelle           | Democratico  | D+10 | 13 novembre 2018  |                     |
| 26°       | Tim Kennedy              | Democratico  | D+11 | 30 aprile 2024    |                     |

## Distretti obsoleti
- Distretto congressuale at-large dello stato di New York
- 27º Distretto congressuale dello stato di New York
- 28º Distretto congressuale dello stato di New York
- 29º Distretto congressuale dello stato di New York
- 30º Distretto congressuale dello stato di New York
- 31º Distretto congressuale dello stato di New York
- 32º Distretto congressuale dello stato di New York
- 33º Distretto congressuale dello stato di New York
- 34º Distretto congressuale dello stato di New York
- 35º Distretto congressuale dello stato di New York
- 36º Distretto congressuale dello stato di New York
- 37º Distretto congressuale dello stato di New York
- 38º Distretto congressuale dello stato di New York
- 39º Distretto congressuale dello stato di New York
- 40º Distretto congressuale dello stato di New York
- 41º Distretto congressuale dello stato di New York
- 42º Distretto congressuale dello stato di New York
- 43º Distretto congressuale dello stato di New York
- 44º Distretto congressuale dello stato di New York
- 45º Distretto congressuale dello stato di New York